# Karaga

Karaga är en ort i nordöstra Ghana. Den är huvudort för distriktet Karaga, och folkmängden uppgick till 15 581 invånare vid folkräkningen 2010.